# Coupe du monde de ski alpin 2004-2005
Navigation
Édition précédente Édition suivante
La coupe du monde de ski alpin 2004-2005 est la 39e édition de la coupe du monde de ski alpin, compétition de ski alpin organisée annuellement. Elle se déroule du 23 octobre 2004 au 13 mars 2005.
Les hommes disputent 36 épreuves : 11 descentes, 7 super-G, 8 géants, 9 slaloms et 1 super-combiné.
Les femmes disputent 33 épreuves : 7 descentes, 8 super-G, 8 géants et 9 slaloms et 1 supercombiné.
Les championnats du monde sont disputés à Bormio du 29 janvier au 15 février 2005.

## Tableau d'honneur
| Catégorie | Messieurs          | Dames                |
| --------- | ------------------ | -------------------- |
| Général   | Bode Miller        | Anja Pärson          |
| Descente  | Michael Walchhofer | Renate Götschl       |
| Super G   | Bode Miller        | Michaela Dorfmeister |
| Géant     | Benjamin Raich     | Tanja Poutiainen     |
| Slalom    | Benjamin Raich     | Tanja Poutiainen     |
| Combiné   | Benjamin Raich     | Janica Kostelić      |

## Résumé de la saison
Bode Miller remporte pour la première fois le classement général de la coupe du monde. Il rejoint son compatriote Phil Mahre, jusque-là seul Américain vainqueur.
La saison 2005 marque un palier franchis pour l'Américain de 28 ans jadis technicien pur et s'exprimant maintenant au plus haut niveau dans toutes les disciplines du ski alpin. Auteur d'un début de saison remarquable qui le voit signer sept podiums sur dix courses (six victoires et une deuxième place), Miller remporte surtout ses premiers succès en descente (Lake Louise et Beaver Creek) et en super G (Lake Louise) qui font de lui le 5e skieur à s'imposer dans les cinq disciplines du ski alpin. Mieux encore en remportant le slalom de Sestrière le 13 décembre 2004, il devient le premier skieur à s'imposer dans les cinq disciplines du ski alpin sur une année complète (Il s'était imposé en combiné en janvier 2004). La suite de saison de l'américain en coupe du monde sera moins réussie malgré une nouvelle victoire en super G et sept autres podiums et des championnats du monde durant lesquels il signera le doublé descente-super G !
Miller remporte la coupe du monde devant Benjamin Raich qui domine la saison dans les disciplines techniques et remporte les globes du géant, du slalom et du combiné et Hermann Maier très régulier en vitesse et géant.
Michael Walchhofer omniprésent sur les podiums (8) et victorieux à trois reprises, remporte la coupe du monde de descente devant les américains Miller et Rahlves.
Chez les dames, c'est Anja Pärson qui conserve la coupe du monde au terme d'un duel sans merci avec sa rivale croate Janica Kostelić de retour de blessure.
Les deux skieuses devenues de grandes polyvalentes, réalisent leurs premiers faits d'armes dans les disciplines de vitesse (victoire de Pärson en descente et Super G à San Sicario et podiums de Kostelić en descente à Cortina d'Ampezzo et San Sicario) et se partagent le leadership. Avant la dernière course de la saison, un géant disputé à Lenzerheide Pärson (4 victoires et 11 podiums) qui domine les débats avec seulement 15 points d'avance sur Kostelić (2 victoires et 9 podiums). Un retard que Kostelić 10e de la course qui ne reprend que 9 points à Pärson 17e ne parvient à combler échouant à seulement six points pour le plus petit écart jamais enregistré entre deux rivales au classement général. La croate se consolera avec le globe de cristal du combiné !
Renate Götschl domine une nouvelle fois les épreuves de vitesse. Victorieuse grâce à deux victoires et cinq podiums de sa quatrième coupe du monde de descente. Elle se contentera de la 2e place du classement du super G malgré deux victoires et quatre podiums dans la discipline, devancée par Michaela Dorfmeister (3 victoires) plus régulière.
La finlandaise Tanja Poutiainen réussit le tour de force de remporter les classements du géant et du slalom. La technicienne de Rovaniemi ne quitte pas une seule fois les dix premières de la saison et remporte quatre victoires (3 slaloms et 1 géant) et signe 10 podiums dans les deux disciplines. Elle devient la première skieuse finlandaise à inscrire son nom au palmarès des globes de cristal.
Lindsey Kildow 21 ans remporte son premier succès en descente à Lake Louise. 5e et 3e des classements de la descente et du super G, la jeune américaine s'impose comme le nouveau grand espoir dans les épreuves de vitesse.
Ingrid Jacquemod remporte sa première victoire lors de la descente de Santa Caterina. Accompagnée sur le podium de la course par Carole Montillet-Carles, la française signera un nouveau podium en descente en fin de saison (2e à Lenzerheide) et terminera 6e du classement de la descente.

## Système de points
Le vainqueur d'une épreuve de coupe du monde se voit attribuer 100 points pour le classement général. Les skieurs classés aux trente premières places marquent des points.
| Place  | 1er | 2d | 3e | 4e | 5e | 6e | 7e | 8e | 9e | 10e | 11e | 12e | 13e | 14e | 15e | 16e | 17e | 18e | 19e | 20e | 21e | 22e | 23e | 24e | 25e | 26e | 27e | 28e | 29e | 30e |
| ------ | --- | -- | -- | -- | -- | -- | -- | -- | -- | --- | --- | --- | --- | --- | --- | --- | --- | --- | --- | --- | --- | --- | --- | --- | --- | --- | --- | --- | --- | --- |
| Points | 100 | 80 | 60 | 50 | 45 | 40 | 36 | 32 | 29 | 26  | 24  | 22  | 20  | 18  | 16  | 15  | 14  | 13  | 12  | 11  | 10  | 9   | 8   | 7   | 6   | 5   | 4   | 3   | 2   | 1   |

## Classement général
| Rang | Nom                | Points |
| ---- | ------------------ | ------ |
| 1    | Bode Miller        | 1648   |
| 2    | Benjamin Raich     | 1454   |
| 3    | Hermann Maier      | 1295   |
| 4    | Michael Walchhofer | 1012   |
| 5    | Daron Rahlves      | 984    |
| 6    | Didier Defago      | 684    |
| 7    | Lasse Kjus         | 580    |
| 8    | Fritz Strobl       | 537    |
| 9    | Kalle Palander     | 530    |
| 10   | Hans Grugger       | 521    |
| 11   | Marco Büchel       | 516    |
| 12   | Thomas Grandi      | 500    |
| 13   | Christoph Gruber   | 487    |
| 14   | Rainer Schönfelder | 485    |
| 15   | Stephan Görgl      | 451    |
| 16   | Mario Scheiber     | 429    |
| 17   | Didier Cuche       | 404    |
| 18   | Giorgio Rocca      | 402    |
| 19   | Manfred Mölgg      | 398    |
| 20   | Manfred Pranger    | 396    |

| Rang | Nom                     | Points |
| ---- | ----------------------- | ------ |
| 1    | Anja Pärson             | 1359   |
| 2    | Janica Kostelić         | 1356   |
| 3    | Renate Götschl          | 1164   |
| 4    | Michaela Dorfmeister    | 1122   |
| 5    | Tanja Poutiainen        | 1039   |
| 6    | Lindsey Kildow          | 914    |
| 7    | Hilde Gerg              | 799    |
| 8    | Marlies Schild          | 669    |
| 9    | Julia Mancuso           | 659    |
| 10   | Tina Maze               | 650    |
| 11   | Martina Ertl-Renz       | 645    |
| 12   | Elisabeth Görgl         | 511    |
| 13   | Ingrid Jacquemod        | 502    |
| 14   | Nicole Hosp             | 492    |
| 15   | Kristina Koznick        | 432    |
| 16   | Alexandra Meissnitzer   | 428    |
| 17   | Sarah Schleper          | 423    |
| 18   | Carole Montillet-Carles | 410    |
| 19   | Maria José Rienda       | 384    |
| 20   | Emily Brydon            | 341    |

## Classements de chaque discipline
Les noms en gras remportent les titres des disciplines.

### Descente
| Rang | Nom                | Points |
| ---- | ------------------ | ------ |
| 1    | Michael Walchhofer | 681    |
| 2    | Bode Miller        | 618    |
| 3    | Hermann Maier      | 451    |
| 4    | Daron Rahlves      | 444    |
| 5    | Hans Grugger       | 418    |
| 6    | Fritz Strobl       | 379    |
| 7    | Werner Franz       | 254    |
| 8    | Mario Scheiber     | 247    |
| 9    | Christoph Gruber   | 242    |
| 10   | Marco Büchel       | 237    |

| Rang | Nom                     | Points |
| ---- | ----------------------- | ------ |
| 1    | Renate Götschl          | 567    |
| 2    | Hilde Gerg              | 495    |
| 3    | Michaela Dorfmeister    | 432    |
| 4    | Janica Kostelić         | 387    |
| 5    | Lindsey Kildow          | 384    |
| 6    | Ingrid Jacquemod        | 298    |
| 7    | Carole Montillet-Carles | 284    |
| 8    | Anja Pärson             | 209    |
| 9    | Sylviane Berthod        | 207    |
| 10   | Julia Mancuso           | 170    |

### Super G
| Rang | Nom                | Points |
| ---- | ------------------ | ------ |
| 1    | Bode Miller        | 470    |
| 2    | Hermann Maier      | 453    |
| 3    | Daron Rahlves      | 362    |
| 4    | Didier Defago      | 286    |
| 5    | Michael Walchhofer | 265    |
| 6    | Benjamin Raich     | 262    |
| 7    | Stephan Görgl      | 245    |
| 8    | Marco Büchel       | 198    |
| 9    | Mario Scheiber     | 166    |
| 10   | Fritz Strobl       | 158    |

| Rang | Nom                   | Points |
| ---- | --------------------- | ------ |
| 1    | Michaela Dorfmeister  | 493    |
| 2    | Renate Götschl        | 416    |
| 3    | Lindsey Kildow        | 396    |
| 4    | Anja Pärson           | 359    |
| 5    | Hilde Gerg            | 296    |
| 6    | Alexandra Meissnitzer | 276    |
| 7    | Janica Kostelić       | 257    |
| 8    | Lucia Recchia         | 240    |
| 9    | Tina Maze             | 236    |
| 10   | Martina Ertl-Renz     | 224    |

### Géant
| Rang | Nom                   | Points |
| ---- | --------------------- | ------ |
| 1    | Benjamin Raich        | 423    |
| 2    | Bode Miller           | 420    |
| 3    | Thomas Grandi         | 366    |
| 4    | Hermann Maier         | 362    |
| 5    | Massimiliano Blardone | 345    |
| 6    | Kalle Palander        | 303    |
| 7    | Lasse Kjus            | 258    |
| 8    | Davide Simoncelli     | 207    |
| 9    | Stephan Görgl         | 206    |
| 10   | Fredrik Nyberg        | 203    |

| Rang | Nom               | Points |
| ---- | ----------------- | ------ |
| 1    | Tanja Poutiainen  | 461    |
| 2    | Anja Pärson       | 410    |
| 3    | Maria José Rienda | 384    |
| 4    | Tina Maze         | 366    |
| 5    | Geneviève Simard  | 241    |
| 6    | Nicole Hosp       | 238    |
| 7    | Julia Mancuso     | 230    |
|      | Martina Ertl-Renz | 230    |
| 9    | Karen Putzer      | 226    |
| 10   | Elisabeth Görgl   | 225    |

### Slalom
| Rang | Nom                | Points |
| ---- | ------------------ | ------ |
| 1    | Benjamin Raich     | 552    |
| 2    | Rainer Schönfelder | 408    |
| 3    | Manfred Pranger    | 396    |
| 4    | Giorgio Rocca      | 390    |
| 5    | Alois Vogl         | 310    |
| 6    | Mario Matt         | 294    |
| 7    | Ivica Kostelić     | 263    |
| 8    | Manfred Mölgg      | 256    |
| 9    | André Myhrer       | 247    |
| 10   | Kalle Palander     | 227    |

| Rang | Nom                        | Points |
| ---- | -------------------------- | ------ |
| 1    | Tanja Poutiainen           | 570    |
| 2    | Janica Kostelić            | 400    |
| 3    | Marlies Schild             | 376    |
| 4    | Kristina Koznick           | 355    |
| 5    | Sarah Schleper             | 337    |
| 6    | Anja Pärson                | 301    |
| 7    | Nicole Hosp                | 204    |
| 8    | Monika Bergmann-Schmuderer | 194    |
| 9    | Veronika Zuzulová          | 185    |
| 10   | Nika Fleiss                | 183    |

### Combiné
| Rang | Nom                 | Points |
| ---- | ------------------- | ------ |
| 1    | Benjamin Raich      | 100    |
| 2    | Lasse Kjus          | 80     |
| 3    | Didier Defago       | 60     |
| 4    | Daniel Albrecht     | 50     |
| 5    | Kjetil André Aamodt | 45     |
| 6    | Pierrick Bourgeat   | 40     |
| 7    | Christoph Gruber    | 36     |
| 8    | Peter Fill          | 32     |
| 9    | Hermann Maier       | 29     |
|      | Markus Larsson      | 29     |

| Rang | Nom             | Points |
| ---- | --------------- | ------ |
| 1    | Janica Kostelić | 100    |
| 2    | Anja Pärson     | 80     |
| 3    | Emily Brydon    | 60     |
| 4    | Nicole Hosp     | 50     |
| 5    | Lindsey Kildow  | 45     |
| 6    | Julia Mancuso   | 40     |
| 7    | Renate Götschl  | 36     |
| 8    | Resi Stiegler   | 32     |
| 9    | Marlies Schild  | 29     |
| 10   | Brigitte Acton  | 26     |

## Calendrier et résultats

### Messieurs
| Date                                                            | Lieu          | Épreuve      | Vainqueur                 | Second                | Troisième                  |
| --------------------------------------------------------------- | ------------- | ------------ | ------------------------- | --------------------- | -------------------------- |
| 24 octobre 2004                                                 | Sölden        | Géant        | Bode Miller               | Massimiliano Blardone | Kalle Palander             |
| 27 novembre 2004                                                | Lake Louise   | Descente     | Bode Miller               | Antoine Dénériaz      | Michael Walchhofer         |
| 28 novembre 2004                                                | Lake Louise   | Super G      | Bode Miller               | Hermann Maier         | Michael Walchhofer         |
| 2 décembre 2004                                                 | Beaver Creek  | Super G      | Stephan Görgl             | Bode Miller           | Mario Scheiber             |
| 3 décembre 2004                                                 | Beaver Creek  | Descente     | Bode Miller               | Daron Rahlves         | Michael Walchhofer         |
| 4 décembre 2004                                                 | Beaver Creek  | Géant        | Lasse Kjus                | Hermann Maier         | Benjamin Raich             |
| 5 décembre 2004                                                 | Beaver Creek  | Slalom       | Benjamin Raich            | Giorgio Rocca         | Rainer Schönfelder         |
| 11 décembre 2004                                                | Val d'Isère   | Descente     | Werner Franz              | Marco Büchel          | Michael Walchhofer         |
| 12 décembre 2004                                                | Val d'Isère   | Géant        | Bode Miller               | Lasse Kjus            | Hermann Maier              |
| 13 décembre 2004                                                | Sestrière     | Slalom       | Bode Miller               | Silvan Zurbriggen     | Kalle Palander             |
| 17 décembre 2004                                                | Val Gardena   | Super G      | Michael Walchhofer        | Hermann Maier         | Benjamin Raich             |
| 18 décembre 2004                                                | Val Gardena   | Descente     | Max Rauffer               | Jürg Grünenfelder     | Hans Grugger               |
| 19 décembre 2004                                                | Alta Badia    | Géant        | Thomas Grandi             | Benjamin Raich        | Didier Cuche Hermann Maier |
| 21 décembre 2004                                                | Flachau       | Géant        | Thomas Grandi             | Didier Cuche          | Bode Miller                |
| 22 décembre 2004                                                | Flachau       | Slalom       | Giorgio Rocca             | Rainer Schönfelder    | Alois Vogl                 |
| 29 décembre 2004                                                | Bormio        | Descente     | Hans Grugger              | Michael Walchhofer    | Fritz Strobl               |
| 8 janvier 2005                                                  | Chamonix      | Descente     | Hans Grugger              | Kristian Ghedina      | Michael Walchhofer         |
| 9 janvier 2005                                                  | Chamonix      | Slalom       | Giorgio Rocca             | Benjamin Raich        | Markus Larsson             |
| 11 janvier 2005                                                 | Adelboden     | Géant        | Massimiliano Blardone     | Bode Miller           | Kalle Palander             |
| 14 janvier 2005                                                 | Wengen        | Supercombiné | Benjamin Raich            | Lasse Kjus            | Didier Defago              |
| 15 janvier 2005                                                 | Wengen        | Descente     | Michael Walchhofer        | Christoph Gruber      | Bode Miller                |
| 16 janvier 2005                                                 | Wengen        | Slalom       | Alois Vogl                | Ivica Kostelić        | Benjamin Raich             |
| 23 janvier 2005                                                 | Kitzbühel     | Slalom       | Manfred Pranger           | Mario Matt            | Ivica Kostelić             |
| 24 janvier 2005                                                 | Kitzbühel     | Super G      | Hermann Maier             | Daron Rahlves         | Fritz Strobl               |
| 25 janvier 2005                                                 | Schladming    | Slalom       | Manfred Pranger           | Benjamin Raich        | André Myhrer               |
| Championnats du monde à Bormio du 29 janvier au 15 février 2005 |               |              |                           |                       |                            |
| 18 février 2005                                                 | Garmisch      | Descente I   | Michael Walchhofer        | Hermann Maier         | Bode Miller                |
| 19 février 2005                                                 | Garmisch      | Descente II  | Michael Walchhofer        | Mario Scheiber        | Fritz Strobl               |
| 20 février 2005                                                 | Garmisch      | Super G      | Christoph Gruber          | Didier Defago         | François Bourque           |
| 26 février 2005                                                 | Kranjska Gora | Géant        | Benjamin Raich            | Hermann Maier         | Kalle Palander             |
| 27 février 2005                                                 | Kranjska Gora | Slalom       | Giorgio Rocca             | André Myhrer          | Benjamin Raich             |
| 5 mars 2005                                                     | Kvitfjell     | Descente     | Hermann Maier             | Mario Scheiber        | Ambrosi Hoffmann           |
| 6 mars 2005                                                     | Kvitfjell     | Super G      | Hermann Maier             | Didier Defago         | Daron Rahlves              |
| 10 mars 2005                                                    | Lenzerheide   | Descente     | Lasse Kjus                | Bode Miller           | Fritz Strobl               |
| 11 mars 2005                                                    | Lenzerheide   | Super G      | Bode Miller Daron Rahlves |                       | Stephan Görgl              |
| 12 mars 2005                                                    | Lenzerheide   | Géant        | Stephan Görgl             | Bode Miller           | Benjamin Raich             |
| 13 mars 2005                                                    | Lenzerheide   | Slalom       | Mario Matt                | Alois Vogl            | Rainer Schönfelder         |

### Dames
| Date                                                            | Lieu              | Épreuve      | Vainqueur             | Seconde                 | Troisième                      |
| --------------------------------------------------------------- | ----------------- | ------------ | --------------------- | ----------------------- | ------------------------------ |
| 23 octobre 2004                                                 | Sölden            | Géant        | Anja Pärson           | Tanja Poutiainen        | Maria José Rienda              |
| 26 novembre 2004                                                | Aspen             | Géant        | Tanja Poutiainen      | Anja Pärson             | Janica Kostelić                |
| 27 novembre 2004                                                | Aspen             | Slalom I     | Janica Kostelić       | Anja Pärson             | Tanja Poutiainen               |
| 28 novembre 2004                                                | Aspen             | Slalom II    | Tanja Poutiainen      | Manuela Mölgg           | Kristina Koznick               |
| 3 décembre 2004                                                 | Lake Louise       | Descente I   | Lindsey Kildow        | Carole Montillet-Carles | Hilde Gerg                     |
| 4 décembre 2004                                                 | Lake Louise       | Descente II  | Hilde Gerg            | Renate Götschl          | Carole Montillet-Carles        |
| 5 décembre 2004                                                 | Lake Louise       | Super G      | Michaela Dorfmeister  | Renate Götschl          | Lindsey Kildow                 |
| 11 décembre 2004                                                | Altenmarkt        | Super G      | Alexandra Meissnitzer | Lucia Recchia           | Tina Maze                      |
| 12 décembre 2004                                                | Altenmarkt        | Slalom       | Tanja Poutiainen      | Marlies Schild          | Janica Kostelić                |
| 21 décembre 2004                                                | Saint-Moritz      | Super G      | Hilde Gerg            | Lindsey Kildow          | Maria Riesch                   |
| 22 décembre 2004                                                | Saint-Moritz      | Géant        | Tina Maze             | Anja Pärson             | Maria José Rienda              |
| 28 décembre 2004                                                | Semmering         | Géant        | Marlies Schild        | Tanja Poutiainen        | Elisabeth Görgl                |
| 29 décembre 2004                                                | Semmering         | Slalom       | Marlies Schild        | Janica Kostelić         | Tanja Poutiainen               |
| 6 janvier 2004                                                  | Santa Caterina    | Descente I   | Michaela Dorfmeister  | Lindsey Kildow          | Hilde Gerg                     |
| 7 janvier 2004                                                  | Santa Caterina    | Descente II  | Ingrid Jacquemod      | Renate Götschl          | Carole Montillet-Carles        |
| 8 janvier 2004                                                  | Santa Caterina    | Géant        | Tina Maze             | Geneviève Simard        | Allison Forsyth                |
| 9 janvier 2004                                                  | Santa Caterina    | Slalom       | Marlies Schild        | Kristina Koznick        | Monika Bergmann-Schmuderer     |
| 12 janvier 2005                                                 | Cortina d'Ampezzo | Super G I    | Renate Götschl        | Anja Pärson             | Martina Ertl-Renz              |
| 14 janvier 2005                                                 | Cortina d'Ampezzo | Super G II   | Renate Götschl        | Lindsey Kildow          | Silvia Berger                  |
| 15 janvier 2005                                                 | Cortina d'Ampezzo | Descente I   | Renate Götschl        | Janica Kostelić         | Lindsey Kildow                 |
| 16 janvier 2005                                                 | Cortina d'Ampezzo | Descente II  | Michaela Dorfmeister  | Renate Götschl          | Hilde Gerg                     |
| 20 janvier 2005                                                 | Zagreb            | Slalom       | Tanja Poutiainen      | Kristina Koznick        | Marlies Schild                 |
| 22 janvier 2005                                                 | Maribor           | Géant        | Tina Maze             | Karen Putzer            | Martina Ertl-Renz              |
| 23 janvier 2005                                                 | Maribor           | Slalom       | Anja Pärson           | Janica Kostelić         | Tanja Poutiainen               |
| Championnats du monde à Bormio du 29 janvier au 15 février 2005 |                   |              |                       |                         |                                |
| 19 février 2005                                                 | Åre               | Super G      | Michaela Dorfmeister  | Alexandra Meissnitzer   | Lucia Recchia                  |
| 20 février 2005                                                 | Åre               | Géant        | Maria José Rienda     | Nicole Hosp             | Anja Pärson                    |
| 25 février 2005                                                 | San Sicario       | Super G      | Anja Pärson           | Isolde Kostner          | Michaela Dorfmeister Tina Maze |
| 26 février 2005                                                 | San Sicario       | Descente I   | Anja Pärson           | Janica Kostelić         | Hilde Gerg                     |
| 27 février 2005                                                 | San Sicario       | Supercombiné | Janica Kostelić       | Anja Pärson             | Emily Brydon                   |
| 10 mars 2005                                                    | Lenzerheide       | Descente     | Renate Götschl        | Ingrid Jacquemod        | Hilde Gerg                     |
| 11 mars 2005                                                    | Lenzerheide       | Super G      | Michaela Dorfmeister  | Marlies Schild          | Anja Pärson                    |
| 12 mars 2005                                                    | Lenzerheide       | Slalom       | Sarah Schleper        | Janica Kostelić         | Nicole Hosp                    |
| 13 mars 2005                                                    | Lenzerheide       | Géant        | Maria José Rienda     | Tanja Poutiainen        | Nicole Hosp                    |

## Coupe des nations
| Rang | Nom        | Points |
| ---- | ---------- | ------ |
| 1    | Autriche   | 14389  |
| 2    | États-Unis | 6093   |
| 3    | Italie     | 4600   |
| 4    | Suisse     | 3697   |
| 5    | Suède      | 3013   |
| 6    | Allemagne  | 2870   |
| 7    | Canada     | 2589   |
| 8    | France     | 2475   |
| 9    | Croatie    | 1933   |
| 10   | Norvège    | 1755   |

| Rang | Nom        | Points |
| ---- | ---------- | ------ |
| 1    | Autriche   | 8474   |
| 2    | États-Unis | 3157   |
| 3    | Italie     | 2947   |
| 4    | Suisse     | 2704   |
| 5    | Norvège    | 1594   |
| 6    | Canada     | 1433   |
| 7    | France     | 1028   |
| 8    | Suède      | 1027   |
| 9    | Allemagne  | 612    |
| 10   | Finlande   | 606    |

| Rang | Nom        | Points |
| ---- | ---------- | ------ |
| 1    | Autriche   | 5915   |
| 2    | États-Unis | 2936   |
| 3    | Allemagne  | 2258   |
| 4    | Suède      | 1986   |
| 5    | Croatie    | 1670   |
| 6    | Italie     | 1653   |
| 7    | France     | 1447   |
| 8    | Canada     | 1156   |
| 9    | Finlande   | 1131   |
| 10   | Suisse     | 993    |

Classement final